# 艾因凱爾邁
35°38′56″N 0°58′33″W / 35.64889°N 0.97583°W

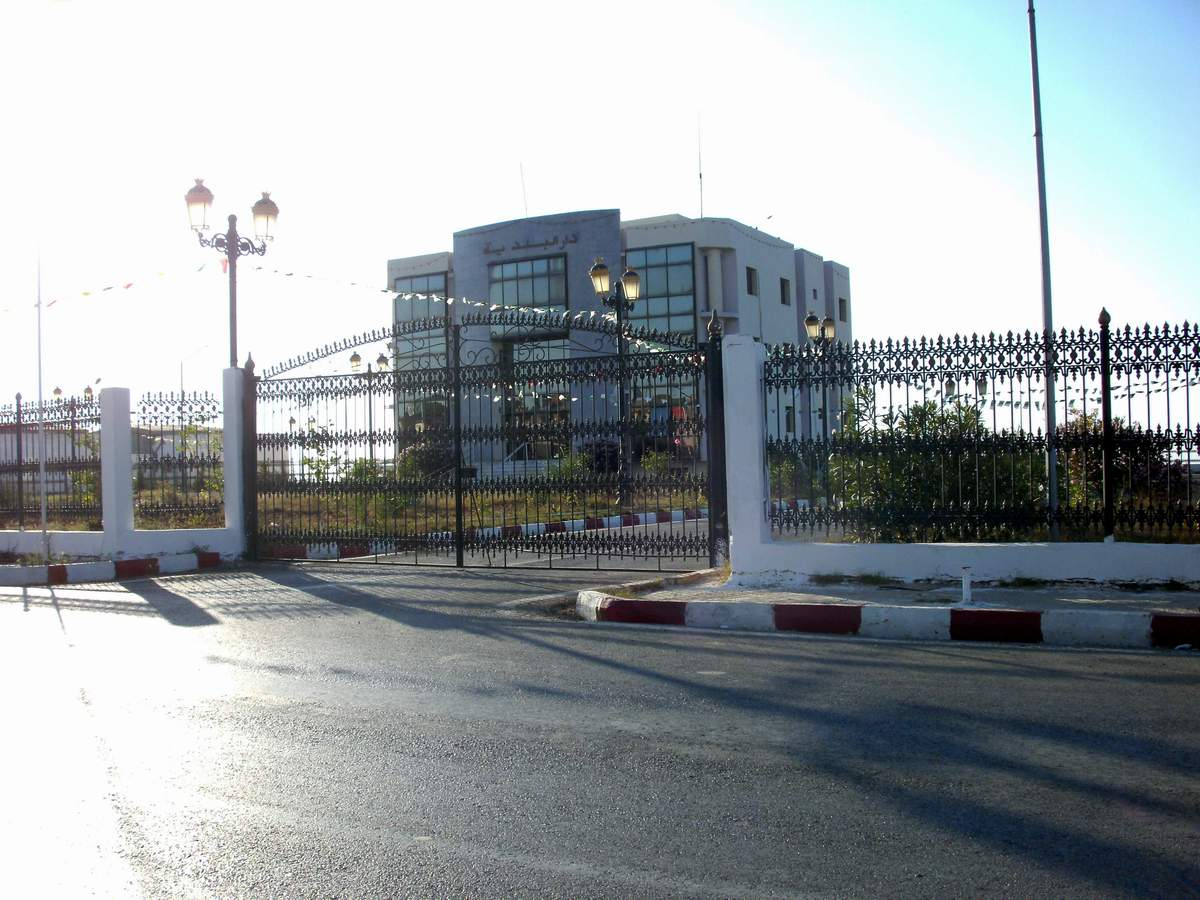
艾因凱爾邁

艾因凱爾邁（阿拉伯语：‎），是阿爾及利亞的城鎮，位於該國西北部奧蘭省，由布特萊利斯區負責管轄，面積108平方公里，2009年人口5,513，人口密度每平方公里51人。